# Glandorf
Pour les articles homonymes, voir Glandorf.
Glandorf est une municipalité allemande du land de Basse-Saxe et l'arrondissement d'Osnabrück.